# Vallcarca i els Penitents
Vallcarca i els Penitents este un cartier din districtul 6, Gràcia, al orasului Barcelona.